# Ваканс
Ваканс — колишнє поселення (урочище) у Ходорківській волості Сквирського повіту Київської губернії та Корчмищенській сільській раді Ходорківського та Андрушівського районів Бердичівської округи.

## Населення
Відповідно до перепису населення СРСР 17 грудня 1926 року, чисельність населення становила 3 особи, з них, за статтю: чоловіків — 2, жінок — 1; за етнічним складом: українців — 3. Кількість домогосподарств — 1.

## Історія
Час заснування — 1902 рік. До 1917 року — урочище Ходорківської волості Сквирського повіту Київської губернії. У 1923 році включене до складу новоствореної Корчмищенської сільської ради, яка, 7 березня 1923 року, увійшла до складу новоутвореного Ходорківського району Бердичівської округи. 17 червня 1925 року, в складі сільської ради, передане до Андрушівського району Бердичівської округи. Відстань до центру сільської ради, села Корчмище — 1,5 версти, до районного центру, містечка Андрушівка — 18 верст, до окружного центру, міста Бердичів — 51 верста, до найближчої залізничної станції, Бровки — 21 верста.
Знятий з обліку до 1 жовтня 1941 року.